# Stenosmylinae
Stenosmylinae (лат.) — подсемейство сетчатокрылых насекомых из семейства Osmylidae, насчитывающее 27 видов в составе семи родов: Carinosmylus, Euporismus, Isostenosmylus, Oedosmylus, Phymatosmylus, Stenolysmus, Stenosmylus. Наиболее близко к подсемейству Kempyninae, и, так же как и оно, встречается только в Австралии и Южной Америке. В отличие от Kempyninae, личинки Stenosmylinae живут вдали от воды, их находят под корой деревьев и на растительности. Отличительный признак подсемейства — дистальное ветвление жилки MP в переднем крыле.